# Домбі й син
«Домбі і син» — роман англійського письменника Чарлза Діккенса, написаний у 1846 — 1848 роках.

## Історія створення
Роман «Домбі і син» написаний у 1846 — 1848 роках. Розділи книги виходили щомісяця з 1 жовтня 1846 року по 1 квітня 1848 року. Кожне видання коштувало один шилінг (за винятком останнього подвійного випуску, що коштував два шилінги і містив 32 сторінки тексту з двома ілюстраціями Фіза). Весь текст був опублікований в одному томі у 1848 році.
Це сьомий роман письменника, ніби підсумок ранньої творчості.

## Назва роману
Назвою роману є повна назва фірми містера Домбі: «Торговий будинок Домбі і Син. Торгівля оптом, в роздріб і на експорт». Фірма Домбі є змістом його життя. Символіка назви: перетворення людей у своєрідний товар — Торгівля оптом і в роздріб.

## Композиція роману
Роман складається з двох частин, в яких переплітаються дві сюжетні лінії: І — доля містера Домбі, ІІ — доля Волтера Грея і його кохання з Флоренс.
В романі зав'язка і експозиція міняються місцями.  І—III розділи — експозиція і зав’язка сюжетної лінії містера Домбі. Експозиція і зав’язка лінії Волтера Грея міститься у IV розділі. 
- Розвиток дії: а) смерть Поля: б) зрада Едіт і Каркера; в) банкрутство; г) розлука Волтера і Флоренс.
- Кульмінація: плани містера Домбі заподіяти собі смерть.
- Розв‘язка: традиційний для дікенсівських творів хепіенд — ідилічна картина сімейного щастя.

## Зміст роману
Перша частина книги розповідає про дитинство і смерть Поля Домбі, спадкоємця власника фірми, яка веде торговельні справи в Англії та її колоніях. Багатий власник судноплавної компанії мріяв мати сина для продовження справи. Здійсненням мрії починається роман. Ейфорію від народження спадкоємця не затьмарює навіть смерть дружини незабаром після пологів. Не кохання єднало чоловіка і дружину, а бажання отримати хлопчика, спадкоємця. І хоч у Домбі була шестирічна донька Флоренс, та він постійно нехтував нею. Батько відправляє дітей в пансіонат в Брайтон. Поль був хворобливим і старанним хлопчиком. Коли його в шість років відправили в школу суворого Блімбера, Поль не витримав непосильної науки. Хлопчик захворів ще до канікул і помер від хвороби. 
Містер Домбі зробив ще одну спробу отримати спадкоємця, вдруге одружився — фактично купив Едіт. Нова дружина втекла з коханцем. Зрештою Домбі розорився, він став хворим і жалюгідним. Самотній старий чоловік думав про самогубство. Його донька Флоренс вийшла заміж за Волтера Грея, племінника майстра корабельних інструментів, який успішно працює в бізнесі. Дізнавшись про стан батька, Флоренс прийшла в його будинок зі своїм сином Полем. Вона оточила батька любов'ю. Містер Домбі став зовсім іншим. Він забув про честолюбство, навчився відчувати себе щасливим у родині, тепер він однаково щиро любив і внука, і внучку.
Сюжет роману «Домбі і син» розвивався за законом «різдвяних казок»: під впливом ударів долі відбувається фантастичне перетворення жорстокого Домбі на добру і люблячу людину.

## Проблематика роману
«Домбі і син» — соціально-психологічний роман, у ньому описуються умови життя героїв та досліджується їх внутрішній світ. Відбувається духовне переродження головного героя, потужно звучить тема злочину і покарання. Чарлз Дікенс в романі порушив проблеми:
- згубного впливу грошей на долю людини;
- криза родини і честолюбних надій;
- виховання в закритих приватних школах;
- проблема  сімейних стосунків.

## Герої роману
Герої Чарлза Дікенса діляться на два табори. З одного боку добрі, щирі люди: донька містера Домбі Флоренс, її чоловік Волтер Грей, його дядько Соломон Джілс, капітан Каттль, няня Тудль. Їх описує автор, достовірно деталізуючи.
Флоренс — добра і щира дівчина, турботлива сестра Поля, вірна дружина. Не дивлячись на зневагу батька, вона віддана йому. Завдяки Флоренс містер Домбі змінюється з жорстокого монстра на люблячого батька і дідуся. 
Сатирично зображені представники іншого табору, перш за все, містер Домбі, Каркер, майор Бегсток, місіс Скьютон, місіс Пипчин. Кожен з негативних героїв постає носієм  моральних вад. Так Каркер-завідувач уособлює «хижість», злостивість, невірність, лицемірство. Майор Бегсток — носій маски егоїзму і  лицемірства.  Місіс Пипчин — обмежена, злостива жінка. Місіс Скьютон вирізняється  егоїзмом, неприродністю, паразитизмом, а місіс Чік — бездушна і жорстока.

## Перша публікація розділів
- I — жовтень 1846 року (Розділи 1–4);
- II — листопад 1846 року (Розділи 5–7);
- III — грудень 1846 року (Розділи 8–10);
- IV — січень 1847 року (Розділи 11–13);
- V — лютий 1847 року (Розділи 14–16);
- VI — березень 1847 року (Розділи 17–19);
- VII — квітень 1847 року (Розділи 20–22);
- VIII — травень 1847 року (Розділи 23–25);
- IX — червень 1847 року (Розділи 26–28);
- X — липень 1847 року (Розділи 29–31);
- XI — серпень 1847 року (Розділи 32–34);
- XII — вересень 1847 року (Розділи 35–38);
- XIII — жовтень 1847 року (Розділи 39–41);
- XIV — листопад 1847 року (Розділи 42–45);
- XV — грудень 1847 року (Розділи 46–48);
- XVI — січень 1848 року (Розділи 49–51);
- XVII — лютий 1848 року (Розділи 52–54);
- XVIII — березень 1848 року (Розділи 55–57);
- XIX-XX — квітень 1848 року (Розділи 58–62).

## Українські переклади
- Чарлз Діккенс, Домбі і син. пер. Миколи Іванова. — Київ: «Дніпро», 1991. — 878 с.

## Роман у різних видах мистецтва
'Театр:' 
- 1848 рік — адаптація п'єси Джон Броугем, прем'єра якої відбулася в театрі Бертона в липні 1848 року

Телебачення:
- 1969 рік — «Домбі та син» (міні-серіал). Джон Карсон у ролі Поля Домбі
- 1974 рік — «Домбі і син», радянська телевистава, у головній ролі Валентин Гафт у ролі Поля Домбі
- 1983 рік — «Домбі та син» (міні-серіал) — Джуліан Гловер в ролі Поля Домбі
- 2007 рік — «Домбі і син», французький телевізійний міні-серіал

Кіно:
- 1917 рік — «Домбі і син» (англійський фільм), у головній ролі Норман Маккіннел у ролі Поля Домбі
- 1931 рік — «Глупота багатія»- вільна екранізація роману США

Радіо:
- 2007 рік адаптація із двадцяти частин, написана радіодраматистом Майком Вокером